# The Insider (revista)
The Insider es una revista independiente especializada en periodismo de investigación, verificación de hechos y análisis político, forzada a abandonar Rusia y actualmente establecida en Riga, la capital letona. Fundada en 2013 por Román Dobrojótov, periodista y activista político ruso y propietario del periódico. La revista está especializada en detectar y exponer noticias fraudulentas de los medios rusos. Andris Jansons es el editor en jefe del sitio web.